# Trà Thái

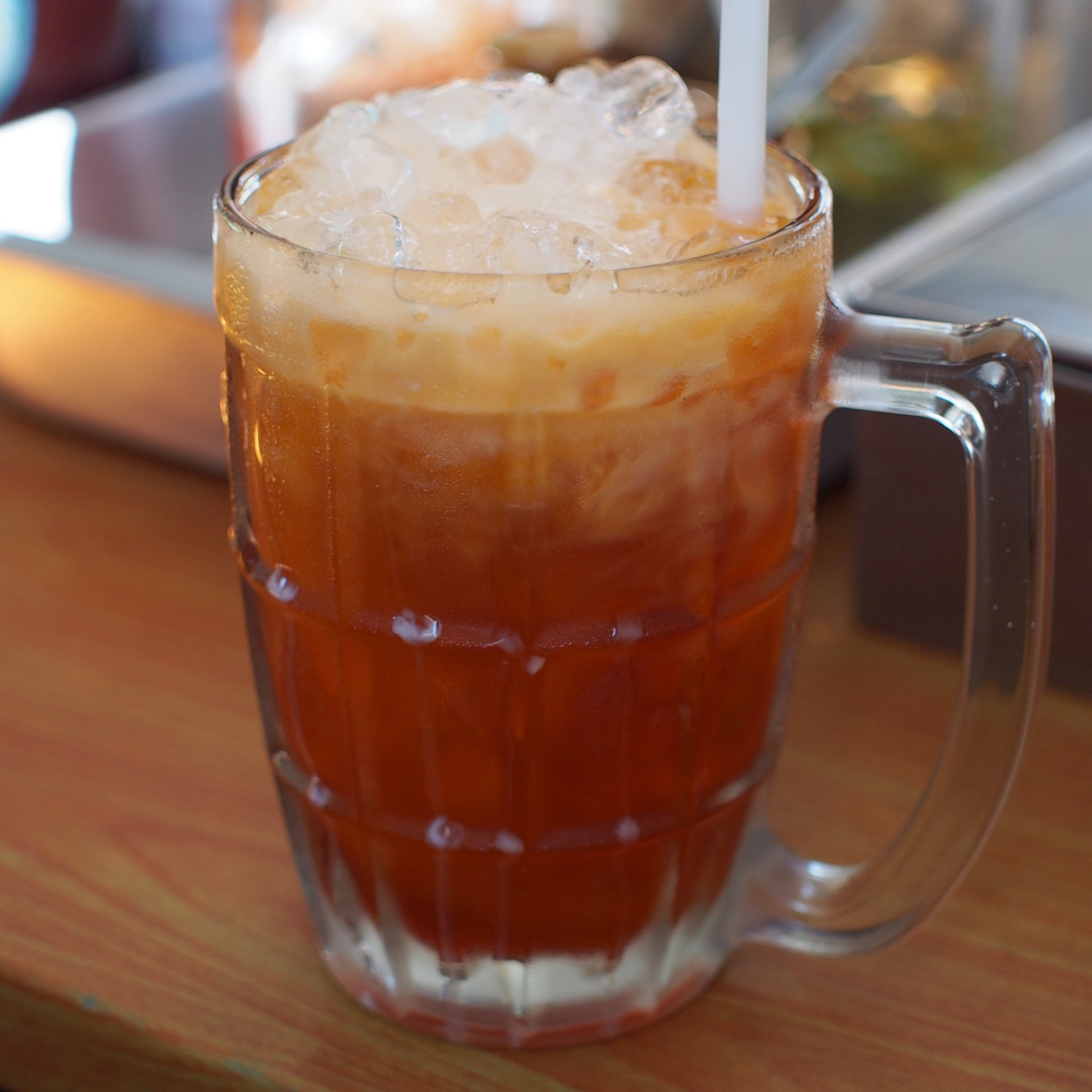
Một cốc trà Thái

Trà Thái, hay còn gọi là trà đá Thái (tiếng Thái: ชาเย็น, RTGS: cha yen, [t͡ɕʰāː jēn] ⓘ, chuyển tự. "trà lạnh"), là một đồ uống của Thái Lan nấu từ trà Ceylon. Tuy nhiên, do giá của trà Ceylon khá cao, một phiên bản trà Assam nội địa (truyền thống hoặc bán hoang dã) mang tên Bai Miang (ใบเมี่ยง) với phẩm màu thường được dùng. Có thể thêm các thành phần khác như nước cam, đại hồi, hạt me dầm hoặc màu thực phẩm đỏ hoặc vàng, và có thể một số gia vị khác nữa. Vị ngọt của trà từ đường ăn và sữa đặc sau đó dùng lạnh. Sữa cô đặc, sữa dừa hoặc sữa tươi nguyên kem thường được chêm vào trà và đá trước khi dùng để thêm vị và tạo hình kem. Tuy nhiên, ở Thái Lan, sữa đặc và đường thường được trộn với trà trước khi đổ lên đá và đổ thêm một lớp sữa đặc không đường. Tại các nhà hàng Thái trên toàn cầu, trà được đựng trong ly thủy tinh cao, mặc dù ở Thái Lan thì thường đựng trong cốc nhựa hoặc túi nhựa có sẵn đá xay.
Đồ uống này rất phổ biến ở Đông Nam Á và ở rất nhiều nhà hàng tại Hoa Kỳ phục vụ ẩm thực Thái Lan. Mặc dù trà Thái khác với trà trân châu, một thứ đồ uống phổ biến ở Nam Á và Đông Á chứa một lượng lớn hạt trân châu, trà Thái uống kèm trân châu lại là một thức uống phổ biến.

## Thực đơn
- Thai Tea Lưu trữ ngày 24 tháng 12 năm 2010 tại Wayback Machine trà nóng và lạnh.
- Thai Tea: Recipes các phiên bản khác nhau, bao gồm cách thức làm từ bột.